# Zausodes septimus
Zausodes septimus är en kräftdjursart som beskrevs av Lang 1965. Zausodes septimus ingår i släktet Zausodes och familjen Harpacticidae. Inga underarter finns listade i Catalogue of Life.